# Johann Nopel der Ältere
Johann Nopel der Ältere (falecido a 6 de julho de 1556) foi um prelado católico romano que serviu como bispo auxiliar de Colónia (1539–1556).

## Biografia
No dia 29 de outubro de 1539, Johann Nopel der Ältere foi nomeado Bispo Auxiliar de Colónia e Bispo Titular de Cirene durante o papado de Paulo III. Serviu como Bispo Auxiliar de Colónia até à sua morte a 6 de julho de 1556. Enquanto bispo, foi o principal consagrador de Rembert von Kerssenbrock, bispo de Paderborn (1548).

## Links externos e fontes adicionais
- Cheney, David M. «Cyrene (Titular See)». Catholic-Hierarchy.org. Consultado em 4 de janeiro de 2019
- Chow, Gabriel. «Titular Episcopal See of Cyrene (Libya)». GCatholic.org. Consultado em 4 de janeiro de 2019
- Cheney, David M. «Archdiocese of Köln {Cologne}». Catholic-Hierarchy.org. Consultado em 4 de janeiro de 2019
- Chow, Gabriel. «Metropolitan Archdiocese of Köln (Germany)». GCatholic.org. Consultado em 4 de janeiro de 2019